# Balesta

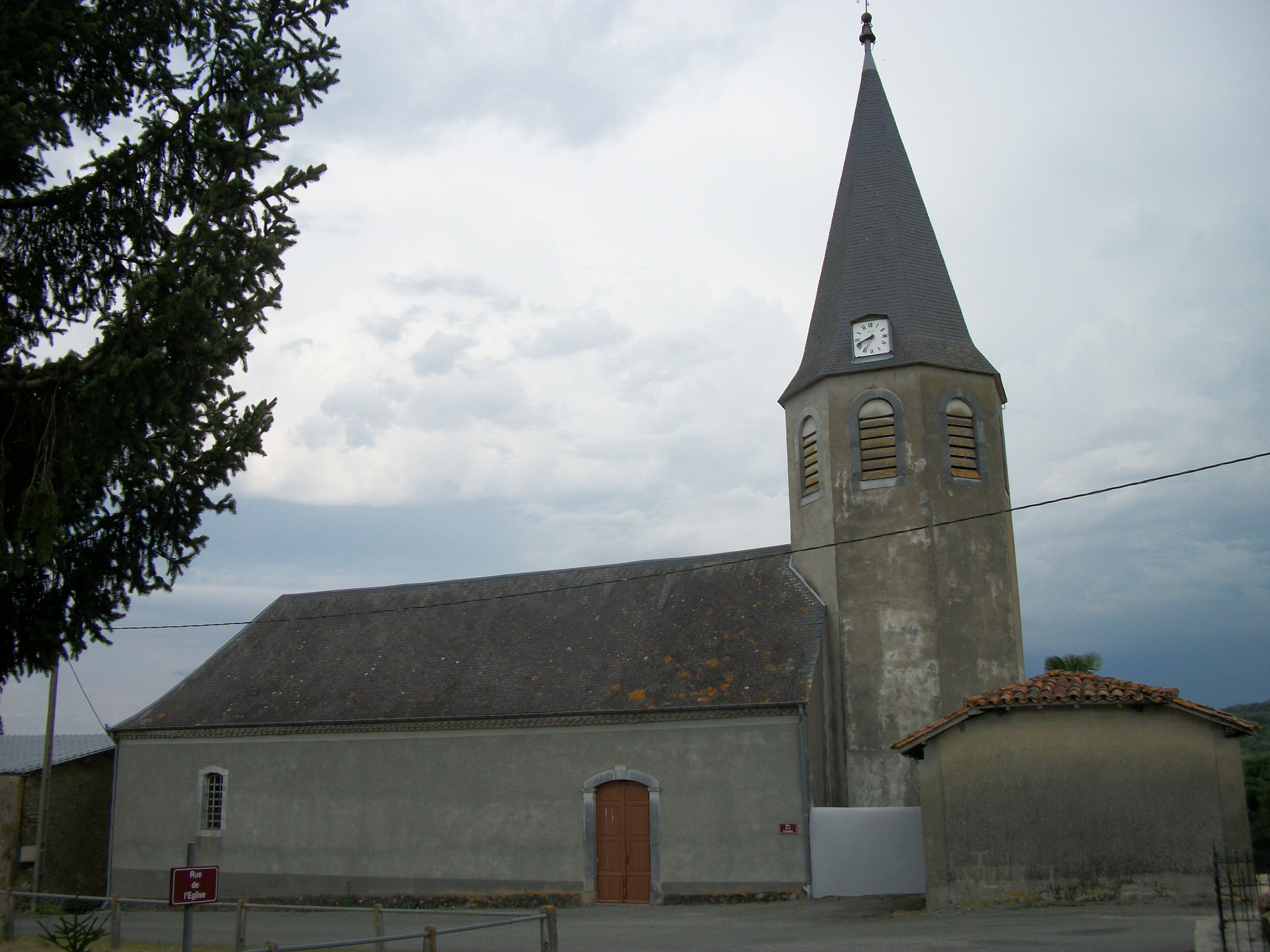
Kerk van Balesta

Balesta is een gemeente in het Franse departement Haute-Garonne (regio Occitanie) en telt 174 inwoners (2008). De plaats maakt deel uit van het arrondissement Saint-Gaudens.

## Het huidige dorp
Balesta is gelegen aan de rivier de Bernesse en de weg D17. Er is een kerk, een gemeentehuis, een tankstation en een slachterij met winkel. Er is een tennisbaan en een basketbalveld. De inwoners van het dorp worden Balestois genoemd.

## Geografie
De oppervlakte van Balesta bedraagt 7,2 km², de bevolkingsdichtheid is 24,1 inwoners per km².
De onderstaande kaart toont de ligging van Balesta met de belangrijkste infrastructuur en aangrenzende gemeenten.

## Demografie
Onderstaande figuur toont het verloop van het inwonertal (bron: INSEE-tellingen).